# Fjotland
Fjotland is een plaats en voormalige gemeente in het zuiden van Noorwegen. De gemeente bestond tussen 1858 en 1963 toen Fjotland opging in  Kvinesdal. Destijds lag de gemeente in Vest-Agder. Sinds 2020 is het deel van de  provincie Agder. 
Fjotland bestaat nog als parochie van de Noorse kerk. De houten parochiekerk dateert uit 1836.